# مقاطعة سمنان
مقاطعة سمنان (بالفارسية: شهرستان سمنان) هي مقاطعة تقع في محافظة سمنان في إيران . عاصمة المقاطعة هي سمنان . في تعداد عام 2006، بلغ عدد سكانها 135872.

## روابط خارجية
- جريدة سمنان لاين